# تاکارک بنک

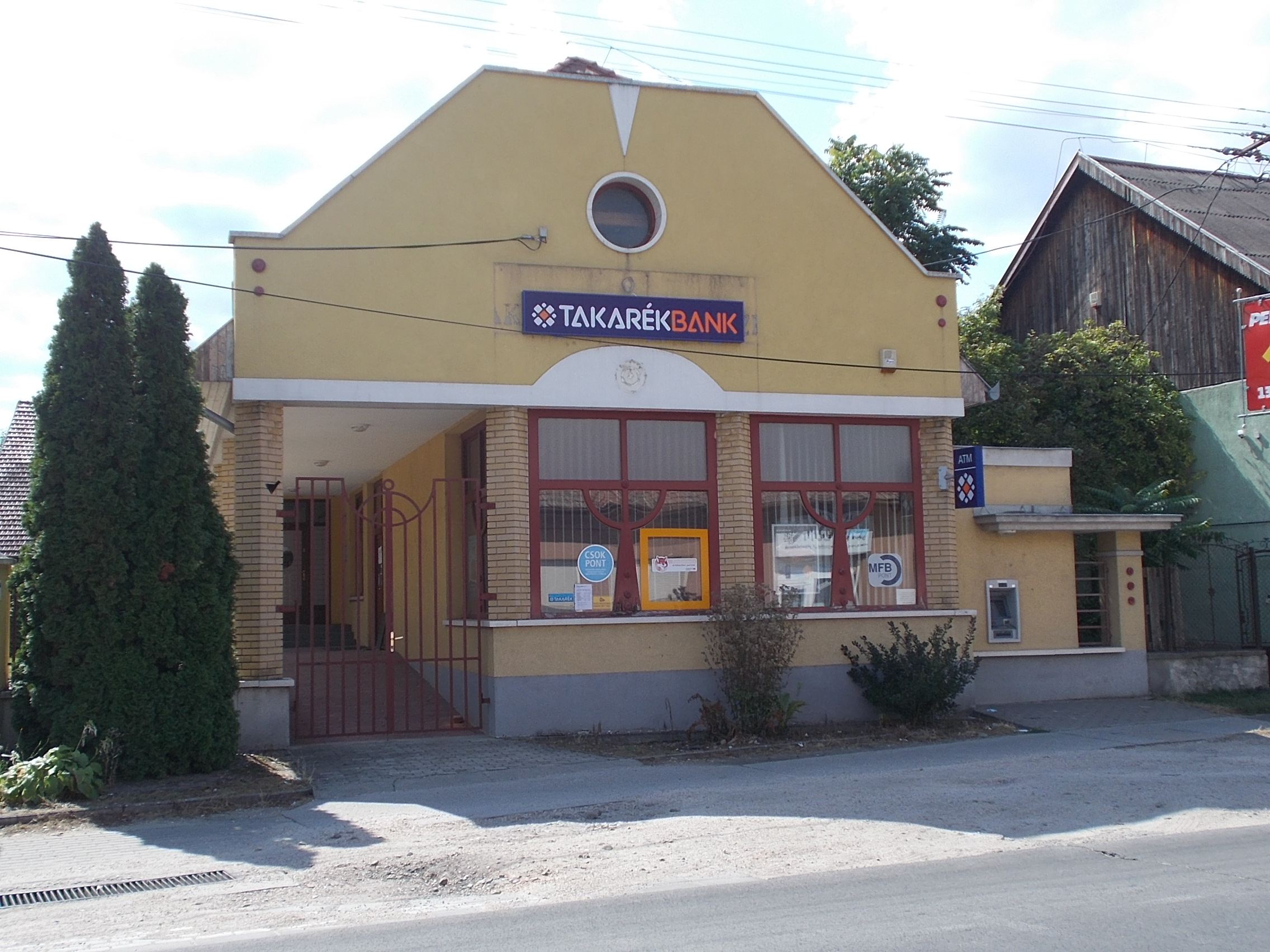
پيش از اين اعلام شده بود ممكن است تا اوايل دسامبر، سهام اين بانك به گروه MBK منتقل شود.

تاکارک بنک (انگلیسی: Takarékbank) شرکت خدمات مالی و بانکداری مجارستانی است، که در سال ۱۹۸۹ تأسیس شد.